# The House That Ananda Built
The House That Ananda Built ist ein indischer Kurzdokumentarfilm von Fali Bilimoria aus dem Jahr 1967.
Er porträtiert eine Bauernfamilie der Vaishya-Kaste im Dorf Nadpur im indischen Bundesstaat Orissa. Neben dem traditionellen Bauernleben untersucht er auch die Beziehung des Vaters zu seinen Söhnen, die in verschiedene Teile Indiens gezogen sind und ein modernes Leben führen.
Das gut recherchierte und geschriebene Filmessay, illustriert mit Porträts der Familie und anderer Dorfbewohner, verfehlt aufgrund seines 20-Minuten-Formats etwas seine tiefgründige Absicht, bleibt jedoch ein Meilenstein des indischen Dokumentarfilms.
Der Film war ein Kritikererfolg und wurde als erster indischer Dokumentarfilm bei der Oscarverleihung 1969 in der Kategorie Bester Dokumentar-Kurzfilm nominiert.